# 童荣华
童荣华（1962年10月—），艺名童飞，男，汉族，四川遂宁人，中国杂技表演艺术家，现任遂宁市杂技团团长，中国杂技家协会副主席，四川省文学艺术界联合会副主席。